# Леонотис котовниколистный
Леонотис котовниколистный (лат. Leonotis nepetifolia) — вид растений рода Леонотис семейства Яснотковые. Листья растения используются племенами Африки как седативное и желчегонное средство
Известен под народными названиями Klip Dagga, Christmas candlestick (с англ. — «Рождественская свеча»).

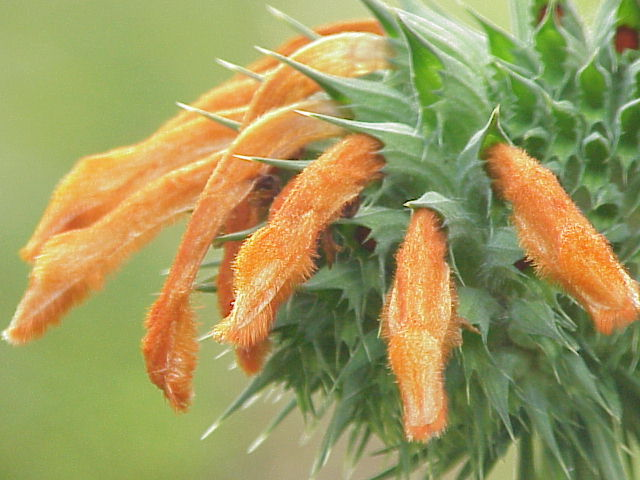
Цветки крупным планом

Производит красные, оранжевые и жёлтые трубчатые цветы, напоминающие львиный хвост.
Похож на L. leonurus (Дикая Дагга, Львиный хвост), основное отличие — у леонотиса котовниколистного цветки растут из шиповатого шара.
Традиционно применяется южно-африканскими племенами.